# Georges Raviart
Pour les articles homonymes, voir Raviart.
Georges-Édouard Raviart, né le 16 juillet 1875 à Saint-Amand-les-Eaux (Nord) et mort le 23 mai 1956 à Lille, est un médecin français.

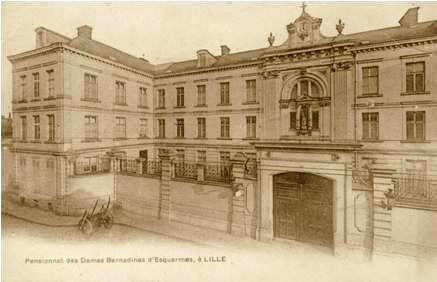
La clinique d'Esquermes, ancienne maison de la congrégation des Dames Bernardines

## Biographie
Agrégé de médecine générale en 1907, il est nommé médecin des hôpitaux psychiatriques dans le service du Pr Combemale, puis professeur de clinique des maladies mentales en 1914.
Durant la Première Guerre mondiale, il est chargé, en tant que médecin des services de santé du département du Nord, de faire évacuer les aliénés vers la Belgique, à la demande des Allemands.
Il est fondateur et directeur de la clinique psychiatrique d’Esquermes, à Lille en 1913 avec Frédéric Combemale, après le rachat des bâtiments en 1906 par l’administration préfectorale pour la somme de 600 000 francs,. Durant la Première Guerre mondiale, l'asile sert de cachette à des militaires français et à des évadés des prisons allemandes. C’est dans le cadre de ces fonctions qu’il est blessé par balles en 1929 par une patiente internée malgré elle, la femme du médecin de Hem,. L’affaire relancera le débat sur la loi de 1838 sur les aliénés.
Dès 1927, il met en place, avec Jules Leclercq et Robert Vullien, un programme de dépistage des maladies mentales chez les détenus de la maison d'arrêt de Loos-lez-Lille, où ils font établir la première annexe psychiatrique à une prison française.
Il prend sa retraite de la faculté de médecine de Lille en septembre 1942.
Il est l'auteur d'une étude sur Honoré de Balzac.
Il meurt à Lille en 1956.

## Distinctions
- 1956 :  Officier de la Légion d'honneur[17] ;
- 1899 : prix Cazeneuve de l'université de Lille ;
- 1899 : prix de la Société des amis de l'université ;
- 1890 : 1er prix de thèse ;
- 1906 : Prix Aubanel, de la Société médico-psychologique de Paris.

## Publications
- Le génie de Balzac du point de vue psychiatrique : génie et folie. éd. Masson et Cie, Paris, 1954, [présentation en ligne], 23 pages ; éd. Émile Raoust et Cie, Lille, 1954[18],[19]
- Sorcières et possédées, démomanie dans le Nord de la France, Lille, 1936
- Les plus dangereux sont en liberté, éd. Raoust, Lille, 1931
- Contribution à l'étude de la dégénérescence hépato-lenticulaire. Un cas de maladie de Kinnier Wilson, Revue neurologique 1923, vol 1, Paris : Masson, avec Robert Vullien et Paul Nayrac 1923[20]
- La notion de responsabilité dans la pratique médico-légale, Impr. centrale du Nord, 1927
- « L'assistance des aliénés dans le département du Nord », in Écho médical du Nord, p. 157-175, 7 avril 1912,
- Les tubercules des pédoncules cérébraux, éd. G. Carré et C. Naud, 1900

## Sources
- Gérard Biserte, Histoire de la Faculté mixte de médecine et de pharmacie de Lille, vol. 2, p. 527-530, éd. Université de Lille, 1976.